# Ravascletto
Ravascletto (friuliska: Ravasclêt) är en ort och kommun i regionen Friuli-Venezia Giulia i Italien, cirka 120 kilometer nordväst om Trieste och 60 kilometer nordväst om Udine och hade 501 invånare (2018). Kommunen tillhörde tidigare även provinsen Udine som upphörde 2018.

## Sport och fritid
Tävlingar vid juniorvärldsmästerskapen i alpin skidsport 2002 avgjordes här.